# Bent Larsen
Bent Larsen, född 4 mars 1935 i Thisted, död 9 september 2010 i Buenos Aires, var en dansk schackspelare.

## Biografi
Larsen blev stormästare 1956 och räknades under 1960- och 70-talen till världens tio främsta schackspelare. I slutet av 1960-talet ansågs han vara världens bäste turneringsspelare och vann flera starka turneringar. Hans svaghet var matchspel, där hans optimism och kompromisslöshet fick honom på fall.
Det som utmärkte Larsen var hans kreativa spel och kamplust. Han blev också känd när han förlorade en match mot Bobby Fischer 1971 med 6 raka förluster – Larsen spelade ju aldrig på remi. Han var också en utmärkt och mycket uppskattad schackkommentator och schackpedagog.
Från och med början av 1970-talet levde Larsen växelvis i Las Palmas och Buenos Aires. År 1972 gifte han sig med den argentinska juristen Laura Beatriz Benedini. Under senare år deltog han fortfarande sporadiskt i schackturneringar.

## Utmärkelser
- Schack-Oscar 1967

### Utgivet på svenska
- 1967 –  Öppningsspelet i schack. Prisma. Översättning: Gösta Åberg. Stockholm: Prisma. Libris 891514
- 1977 –  Testa din spelstyrka. Prismas schackskola, 99-0130026-6 ; 3. Översättning: Johansson Gunnar. Stockholm: Prisma. Libris 7406648. ISBN 915181109X
- 1977 –  Taktik och teknik i slutspelet. Prismas schackskola, 99-0130026-6 ; 4. Översättning: Johansson Gunnar. Stockholm: Prisma. Libris 7406649. ISBN 9151811103
- 1977 –  Du måste ha en plan. Prismas schackskola, 99-0130026-6 ; 2. Översättning: Johansson Gunnar. Stockholm: Prisma. Libris 7406567. ISBN 9151810204
- 1977 –  Du kan kombinera!. Prismas schackskola, 99-0130026-6 ; 1. Översättning: Johansson Gunnar. Stockholm: Prisma. Libris 7406566. ISBN 9151810190